# Caldwell-katalógus

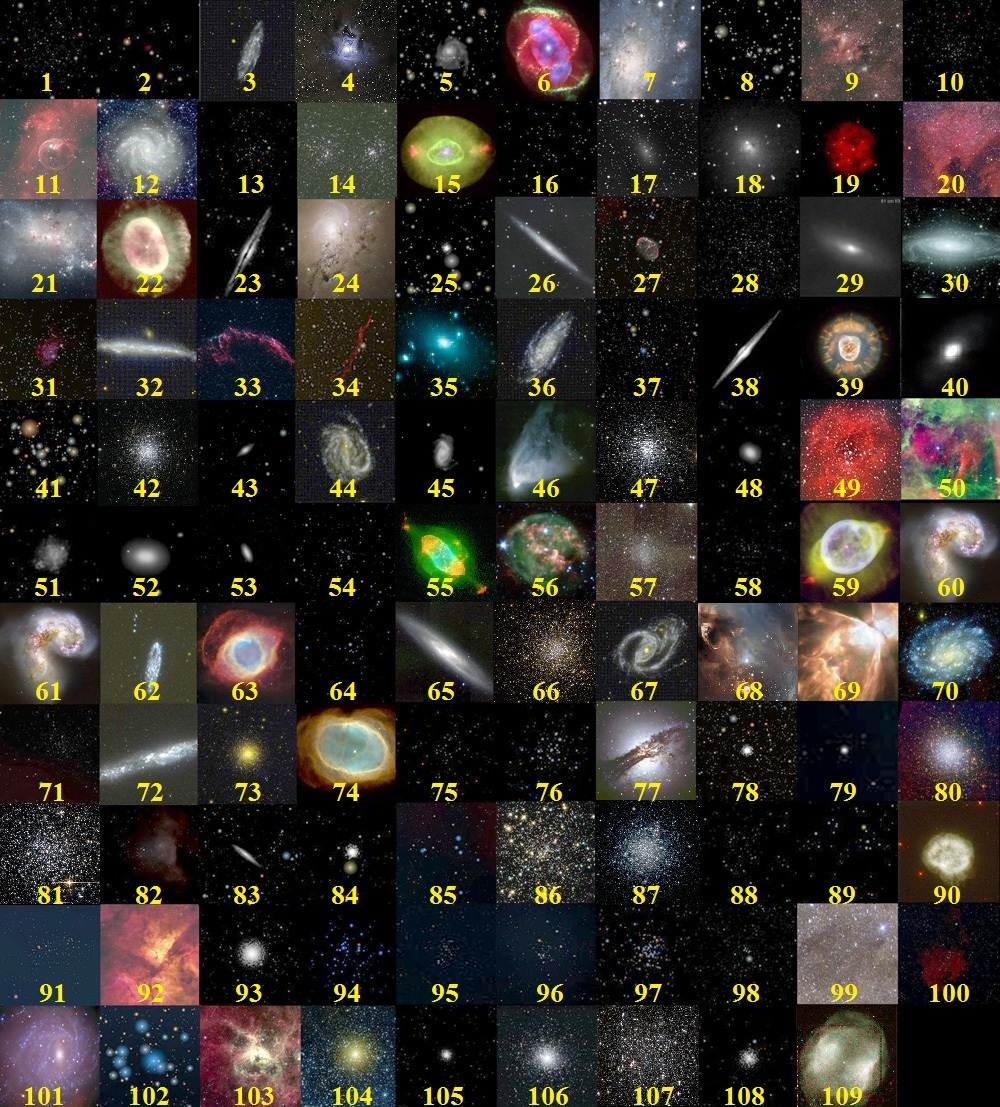
A Caldwell-katalógus 109 mélyégobjektuma

A Caldwell-katalógus mélyégobjektumok katalógusa, melyet Sir Patrick Caldwell-Moore állított össze amatőrcsillagászok részére, és a Sky & Telescope havilap 1995. decemberi számában jelentetett meg. Készítésének oka az volt, hogy Charles Messier híres katalógusa elkészítése közben nem ismert még sok, fényesnek mondható mélyégobjektumot, emellett, mivel Párizsból végezte megfigyeléseit, a déli égbolt Franciaországból nem látható része is kimaradt, így az amatőrök körében nagyon népszerű Messier-katalógus meglehetősen hiányos.
Az új katalógus ugyanúgy 109 objektumot tartalmaz, mint a Messier-féle eredeti, de Messier-vel ellentétben (aki a felfedezések sorrendjében sorszámozott) északról dél felé következnek egymás után az objektumok. A katalógus, bár kritizálták, hogy Moore egyik saját vezetéknevéről nevezte el, hamar népszerű és ismert lett.

A Caldwell-objektumok elhelyezkedése a csillagos égen

## Caldwell objektumok
A táblázatokban használt színkódok a következők:
| Csillaghalmaz |
| Csillagköd    |
| Galaxis       |

### 1-10
| Caldwell-szám | NGC-szám | Egyéb elnevezés | Kép | Típus              | Távolság (1000 fényév) | Csillagkép     | Magnitúdó |
| ------------- | -------- | --------------- | --- | ------------------ | ---------------------- | -------------- | --------- |
| C1            | NGC 188  |                 |     | Nyílthalmaz        | 4,8                    | Cepheus        | 8,1       |
| C2            | NGC 40   |                 |     | Planetáris köd     | 3,5                    | Cepheus        | 11        |
| C3            | NGC 4236 |                 |     | Galaxis            | 7 000                  | Draco          | 9,7       |
| C4            | NGC 7023 | Írisz-köd       |     | Nyílthalmaz és köd | 1,4                    | Cepheus        | 7         |
| C5            | IC 342   |                 |     | Galaxis            | 13 000                 | Camelopardalis | 9         |
| C6            | NGC 6543 | Macskaszem-köd  |     | Planetáris köd     | 3                      | Draco          | 9         |
| C7            | NGC 2403 |                 |     | Galaxis            | 14 000                 | Camelopardalis | 8,4       |
| C8            | NGC 559  |                 |     | Nyílthalmaz        | 3,7                    | Cassiopeia     | 9,5       |
| C9            | Sh2-155  | Cave Nebula     |     | Diffúz köd         | 2,8                    | Cepheus        | -         |
| C10           | NGC 663  |                 |     | Nyílthalmaz        | 7,2                    | Cassiopeia     | 7,1       |

### 11-20
| Caldwell-szám | NGC-szám          | Egyéb elnevezés          | Kép | Típus              | Távolság (1000 fényév) | Csillagkép | Magnitúdó |
| ------------- | ----------------- | ------------------------ | --- | ------------------ | ---------------------- | ---------- | --------- |
| C11           | NGC 7635          | Buborék-köd              |     | Diffúz köd         | 7,1                    | Cassiopeia | -         |
| C12           | NGC 6946          |                          |     | Galaxis            | 18 000                 | Cepheus    | 8,9       |
| C13           | NGC 457           | E.T. Cluster             |     | Nyílthalmaz        | -                      | Cassiopeia | 6,4       |
| C14           | NGC 869 & NGC 884 | Double Cluster, H Persei |     | Nyílthalmaz        | 7,3                    | Perseus    | 4         |
| C15           | NGC 6826          | Pislogó Planetáris       |     | Planetáris köd     | 2,2                    | Cygnus     | 10        |
| C16           | NGC 7243          |                          |     | Nyílthalmaz        | 2,5                    | Lacerta    | 6,4       |
| C17           | NGC 147           |                          |     | Galaxis            | 2 300                  | Cassiopeia | 9,3       |
| C18           | NGC 185           |                          |     | Galaxis            | 2 300                  | Cassiopeia | 9,2       |
| C19           | IC 5146           | Selyemgubó-köd           |     | Nyílthalmaz és köd | 3,3                    | Cygnus     | 7,2       |
| C20           | NGC 7000          | Észak-Amerika köd        |     | Diffúz köd         | 1,8                    | Cygnus     | -         |

### 21-30
| Caldwell-szám | NGC-szám | Egyéb elnevezés | Kép | Típus          | Távolság (1000 fényév) | Csillagkép     | Magnitúdó |
| ------------- | -------- | --------------- | --- | -------------- | ---------------------- | -------------- | --------- |
| C21           | NGC 4449 |                 |     | Galaxis        | 10 000                 | Canes Venatici | 9,4       |
| C22           | NGC 7662 | Blue Snowball   |     | Planetáris köd | 3,2                    | Andromeda      | 9         |
| C23           | NGC 891  |                 |     | Galaxis        | 31 000                 | Andromeda      | 10        |
| C24           | NGC 1275 | Perseus A       |     | Galaxis        | 230 000                | Perseus        | 11,6      |
| C25           | NGC 2419 |                 |     | Gömbhalmaz     | 275                    | Lynx           | 10,4      |
| C26           | NGC 4244 |                 |     | Galaxis        | 10 000                 | Canes Venatici | 10,2      |
| C27           | NGC 6888 | Crescent Nebula |     | Diffúz köd     | 4,7                    | Cygnus         | 7,4       |
| C28           | NGC 752  |                 |     | Nyílthalmaz    | 1,2                    | Andromeda      | 5,7       |
| C29           | NGC 5005 |                 |     | Galaxis        | 69 000                 | Canes Venatici | 9,8       |
| C30           | NGC 7331 |                 |     | Galaxis        | 47 000                 | Pegasus        | 9,5       |

### 31-40
| Caldwell-szám | NGC-szám | Egyéb elnevezés     | Kép | Típus                | Távolság (1000 fényév) | Csillagkép     | Magnitúdó |
| ------------- | -------- | ------------------- | --- | -------------------- | ---------------------- | -------------- | --------- |
| C31           | IC 405   | Lángoló csillag-köd |     | Diffúz köd           | 1,6                    | Auriga         | 6         |
| C32           | NGC 4631 | Bálna-galaxis       |     | Galaxis              | 22 000                 | Canes Venatici | 9,3       |
| C33           | NGC 6992 | Fátyol-köd          |     | Szupernóva-maradvány | 2,5                    | Cygnus         | -         |
| C34           | NGC 6960 | Fátyol-köd          |     | Szupernóva-maradvány | 2,5                    | Cygnus         | -         |
| C35           | NGC 4889 |                     |     | Galaxis              | 300 000                | Coma Berenices | 11,4      |
| C36           | NGC 4559 |                     |     | Galaxis              | 32 000                 | Coma Berenices | 9,9       |
| C37           | NGC 6885 |                     |     | Nyílthalmaz          | 1,95                   | Vulpecula      | 6         |
| C38           | NGC 4565 | Tű-galaxis          |     | Galaxis              | 32 000                 | Coma Berenices | 9,6       |
| C39           | NGC 2392 | Eszkimó-köd         |     | Planetáris köd       | 4                      | Gemini         | 10        |
| C40           | NGC 3626 |                     |     | Galaxis              | 86 000                 | Leo            | 10,9      |

### 41-50
| Caldwell-szám | NGC-szám | Egyéb elnevezés     | Kép | Típus       | Távolság (1000 fényév) | Csillagkép        | Magnitúdó |
| ------------- | -------- | ------------------- | --- | ----------- | ---------------------- | ----------------- | --------- |
| C41           | Mel 25   | Hyadok              |     | Nyílthalmaz | 0,151                  | Taurus            | 0,5       |
| C42           | NGC 7006 |                     |     | Gömbhalmaz  | 135                    | Delfin csillagkép | 10,6      |
| C43           | NGC 7814 |                     |     | Galaxis     | 49 000                 | Pegasus           | 10,5      |
| C44           | NGC 7479 |                     |     | Galaxis     | 106 000                | Pegasus           | 11        |
| C45           | NGC 5248 |                     |     | Galaxis     | 74 000                 | Bootes            | 10,2      |
| C46           | NGC 2261 | Hubble változó köde |     | Diffúz köd  | 2,5                    | Monoceros         | -         |
| C47           | NGC 6934 |                     |     | Gömbhalmaz  | 57                     | Delfin csillagkép | 8,9       |
| C48           | NGC 2775 |                     |     | Galaxis     | 55 000                 | Cancer            | 10,3      |
| C49           | NGC 2237 | Rozetta-köd         |     | Diffúz köd  | 4,9                    | Monoceros         | -         |
| C50           | NGC 2244 |                     |     | Nyílthalmaz | 4,9                    | Monoceros         | 4,8       |

### 51-60
| Caldwell-szám | NGC-szám | Egyéb elnevezés  | Kép | Típus          | Távolság (1000 fényév) | Csillagkép  | Magnitúdó |
| ------------- | -------- | ---------------- | --- | -------------- | ---------------------- | ----------- | --------- |
| C51           | IC 1613  |                  |     | Galaxis        | 2 300                  | Cetus       | 9,3       |
| C52           | NGC 4697 |                  |     | Galaxis        | 76 000                 | Virgo       | 9,3       |
| C53           | NGC 3115 | Spindle Galaxy   |     | Galaxis        | 22 000                 | Sextans     | 9,2       |
| C54           | NGC 2506 |                  |     | Nyílthalmaz    | 10                     | Monoceros   | 7,6       |
| C55           | NGC 7009 | Szaturnusz-köd   |     | Planetáris köd | 1,4                    | Aquarius    | 8         |
| C56           | NGC 246  |                  |     | Planetáris köd | 1,6                    | Cetus       | 8         |
| C57           | NGC 6822 | Barnard-galaxis  |     | Galaxis        | 2 300                  | Sagittarius | 9         |
| C58           | NGC 2360 |                  |     | Nyílthalmaz    | 3,7                    | Canis Major | 7,2       |
| C59           | NGC 3242 | Jupiter szelleme |     | Planetáris köd | 1,4                    | Hydra       | 9         |
| C60           | NGC 4038 | Csáp-galaxisok   |     | Galaxis        | 83 000                 | Corvus      | 10,7      |

### 61-70
| Caldwell-szám | NGC-szám | Egyéb elnevezés                    | Kép | Típus              | Távolság (1000 fényév) | Csillagkép       | Magnitúdó |
| ------------- | -------- | ---------------------------------- | --- | ------------------ | ---------------------- | ---------------- | --------- |
| C61           | NGC 4039 | Csáp-galaxisok                     |     | Galaxis            | 83 000                 | Corvus           | 13        |
| C62           | NGC 247  |                                    |     | Galaxis            | 6 800                  | Cetus            | 8,9       |
| C63           | NGC 7293 | Helix-köd vagy Csiga-köd           |     | Planetáris köd     | 0,522                  | Aquarius         | 7,3       |
| C64           | NGC 2362 |                                    |     | Nyílthalmaz és köd | 5,1                    | Canis Major      | 4,1       |
| C65           | NGC 253  | Sculptor Galaxy/Silver Coin Galaxy |     | Galaxis            | 9 800                  | Sculptor         | 7,1       |
| C66           | NGC 5694 |                                    |     | Gömbhalmaz         | 113                    | Hydra            | 10,2      |
| C67           | NGC 1097 |                                    |     | Galaxis            | 47 000                 | Fornax           | 9,3       |
| C68           | NGC 6729 |                                    |     | Diffúz köd         | 0,424                  | Corona Australis | -         |
| C69           | NGC 6302 | Bug Nebula                         |     | Planetáris köd     | 5,2                    | Scorpius         | 13        |
| C70           | NGC 300  |                                    |     | Galaxis            | 3 900                  | Sculptor         | 9         |

### 71-80
| Caldwell-szám | NGC-szám | Egyéb elnevezés     | Kép | Típus              | Távolság (1000 fényév) | Csillagkép       | Magnitúdó |
| ------------- | -------- | ------------------- | --- | ------------------ | ---------------------- | ---------------- | --------- |
| C71           | NGC 2477 |                     |     | Nyílthalmaz        | 3,7                    | Puppis           | 5,8       |
| C72           | NGC 55   |                     |     | Galaxis            | 4 200                  | Sculptor         | 8         |
| C73           | NGC 1851 |                     |     | Gömbhalmaz         | 39,4                   | Columba          | 7,3       |
| C74           | NGC 3132 | Nyolc Kitöréses-köd |     | Planetáris köd     | 2                      | Vela             | 8         |
| C75           | NGC 6124 |                     |     | Nyílthalmaz        | 1,5                    | Scorpius         | 5,8       |
| C76           | NGC 6231 |                     |     | Nyílthalmaz és köd | 6                      | Scorpius         | 2,6       |
| C77           | NGC 5128 | Centaurus A         |     | Galaxis            | 16 000                 | Centaurus        | 7         |
| C78           | NGC 6541 |                     |     | Gömbhalmaz         | 22,3                   | Corona Australis | 6,6       |
| C79           | NGC 3201 |                     |     | Gömbhalmaz         | 17                     | Vela             | 6,8       |
| C80           | NGC 5139 | ω Centauri          |     | Gömbhalmaz         | 17,3                   | Centaurus        | 3,7       |

### 81-90
| Caldwell-szám | NGC-szám | Egyéb elnevezés  | Kép | Típus          | Távolság (1000 fényév) | Csillagkép | Magnitúdó |
| ------------- | -------- | ---------------- | --- | -------------- | ---------------------- | ---------- | --------- |
| C81           | NGC 6352 |                  |     | Gömbhalmaz     | 18,6                   | Ara        | 8,2       |
| C82           | NGC 6193 |                  |     | Nyílthalmaz    | 4,3                    | Ara        | 5,2       |
| C83           | NGC 4945 |                  |     | Galaxis        | 17 000                 | Centaurus  | 9         |
| C84           | NGC 5286 |                  |     | Gömbhalmaz     | 36                     | Centaurus  | 7,6       |
| C85           | IC 2391  | ο Velorum halmaz |     | Nyílthalmaz    | 0,5                    | Vela       | 2,5       |
| C86           | NGC 6397 |                  |     | Gömbhalmaz     | 7,5                    | Ara        | 5,7       |
| C87           | NGC 1261 |                  |     | Gömbhalmaz     | 55,5                   | Horologium | 8,4       |
| C88           | NGC 5823 |                  |     | Nyílthalmaz    | 3,4                    | Circinus   | 7,9       |
| C89           | NGC 6087 | S Normae halmaz  |     | Nyílthalmaz    | 3,3                    | Norma      | 5,4       |
| C90           | NGC 2867 |                  |     | Planetáris köd | 5,5                    | Carina     | 10        |

### 91-100
| Caldwell-szám | NGC-szám | Egyéb elnevezés | Kép | Típus              | Távolság (1000 fényév) | Csillagkép          | Magnitúdó |
| ------------- | -------- | --------------- | --- | ------------------ | ---------------------- | ------------------- | --------- |
| C91           | NGC 3532 |                 |     | Nyílthalmaz        | 1,6                    | Carina              | 3         |
| C92           | NGC 3372 | η Carinae köd   |     | Diffúz köd         | 7,5                    | Carina              | -         |
| C93           | NGC 6752 |                 |     | Gömbhalmaz         | 13                     | Pavo                | 5,4       |
| C94           | NGC 4755 | Ékszerdoboz     |     | Nyílthalmaz        | 4,9                    | Crux                | 4,2       |
| C95           | NGC 6025 |                 |     | Nyílthalmaz        | 2,5                    | Triangulum Australe | 5,1       |
| C96           | NGC 2516 |                 |     | Nyílthalmaz        | 1,3                    | Carina              | 3,8       |
| C97           | NGC 3766 |                 |     | Nyílthalmaz        | 5,8                    | Centaurus           | 5,3       |
| C98           | NGC 4609 |                 |     | Nyílthalmaz        | 4,2                    | Crux                | 6,9       |
| C99           | -        | Szeneszsák-köd  |     | Sötétköd           | 0,61                   | Crux                | -         |
| C100          | IC 2944  | λ Centauri köd  |     | Nyílthalmaz és köd | 6                      | Centaurus           | 4,5       |

### 101-109
| Caldwell-szám | NGC-szám | Egyéb elnevezés | Kép | Típus              | Távolság (1000 fényév) | Csillagkép | Magnitúdó |
| ------------- | -------- | --------------- | --- | ------------------ | ---------------------- | ---------- | --------- |
| C101          | NGC 6744 |                 |     | Galaxis            | 34 000                 | Pavo       | 9         |
| C102          | IC 2602  | θ Car halmaz    |     | Nyílthalmaz        | 0,492                  | Carina     | 1,9       |
| C103          | NGC 2070 | Tarantula-köd   |     | Nyílthalmaz és köd | 170                    | Dorado     | 8,2       |
| C104          | NGC 362  |                 |     | Gömbhalmaz         | 27,7                   | Tucana     | 6,6       |
| C105          | NGC 4833 |                 |     | Gömbhalmaz         | 19,6                   | Musca      | 7,4       |
| C106          | NGC 104  | 47 Tucanae      |     | Gömbhalmaz         | 14,7                   | Tucana     | 4         |
| C107          | NGC 6101 |                 |     | Gömbhalmaz         | 49,9                   | Apus       | 9,3       |
| C108          | NGC 4372 |                 |     | Gömbhalmaz         | 18,9                   | Musca      | 7,8       |
| C109          | NGC 3195 |                 |     | Planetáris köd     | 5,4                    | Chamaeleon | -         |

## Lásd még
- Messier-katalógus
- NGC-katalógus
- Caldwell-objektumok